# غاري كوليبالي
غاري كوليبالي (30 مارس 1986 بباستيا في فرنسا - ) (بالفرنسية: Gary Coulibaly)‏ هو لاعب كرة قدم مالي وفرنسي في مركز الوسط. شارك مع منتخب فرنسا تحت 20 سنة لكرة القدم ومنتخب كورسيكا لكرة القدم. أما مع النوادي، فقد لعب مع ستاد لافال وفاسلاند بيفيرين ونادي أجاكسيو ونادي إستر ونادي باستيا ونادي موناكو.

## روابط خارجية
- غاري كوليبالي على موقع قاعدة بيانات كرة القدم.إي يو (الإنجليزية)
- غاري كوليبالي على موقع Soccerway.com (الإنجليزية)
- غاري كوليبالي على موقع عالم كرة القدم.نت (الإنجليزية)
- غاري كوليبالي على موقع AS.com (الإسبانية)
- غاري كوليبالي على موقع GSA (الإنجليزية)